# Mijn Kunst Is Top
Mijn Kunst Is Top is een ludieke, culturele show van de VRT-jeugdzender Ketnet, geproduceerd door deMENSEN.

## Format
In een met Mijn Sport Is Top vergelijkbare formule treedt vast presentator Adriaan Van den Hoof telkens tegen een bekende Vlaming aan om in een week drie keer een andere artistieke - of aanverwante show-discipline aan te leren van een ervaren kind en daarin een beginnersduel te houden, gejureerd door de jonge instructeur. Elke BV mag eenmaal beroep doen op een 'joker', zodat een kampioen in de discipline in zijn plaats aantreedt. De winnaar mag de verliezer een 'gepaste tegenprestatie' opleggen, bijvoorbeeld zijn ergste knoeiwerk voor levend publiek brengen. Er is ook een wekelijkse compilatieversie per BV.

## Afleveringen
- Met acteur Arne Focketyn waagt Van den Hoof zich in de eerste aflevering aan keramiekbakken, rappen en volksdansen.
- Met acteur Peter Van den Begin meet hij zich in de disciplines schilderkunst, twirling en basgitaar spelen.
- Met natuurwerker-presentator Bartel Van Riet moet hij een animatiefilmpje maken, drummen en een klassiek ballet-solo dansen.
- Met Ketnet-wrapster en actrice Véronique Leysen beoefent hij experimenteel theater, koorzang en fotografie
- Met actrice Tatyana Beloy houdt hij zich bezig met het volksinstrument draailier, goochelen en karikatuurtekenen.
- Met presentatrice Sofie Van Moll worden het de hiphop-dans locking, poëzie schijven en het koperblaasinstrument eufonium spelen.